# 옥천군의 국회의원

## 옥천군의 역대 국회의원 일람
| 대수         | 이름           | 소속정당           | 임기                               | 선거구역                             | 개표결과 |
| ------------ | -------------- | ------------------ | ---------------------------------- | ------------------------------------ | -------- |
| 제1대        | 정구삼(鄭求參) | 대한독립촉성국민회 | 1948년 5월 31일 - 1950년 5월 30일  | 옥천군 일원(제5선거구)               | 보기     |
| 제2대        | 신각휴(成得煥) | 민주국민당         | 1950년 5월 31일 - 1954년 5월 30일  | 옥천군 일원(제6선거구)               |          |
| 제3대        | 신각휴(成得煥) | 민주국민당         | 1954년 5월 31일 - 1958년 5월 30일  | 옥천군 일원(제5선거구)               |          |
| 제4대        | 권복인(權福仁) | 자유당             | 1958년 5월 31일 - 1960년 7월 28일  | 옥천군 일원(제6선거구)               |          |
| 제5대 민의원 | 신각휴(申珏休) | 민주당             | 1960년 7월 29일 - 1961년 5월 16일  | 옥천군 일원(제6선거구)               |          |
| 제6대        | 육인수(陸寅修) | 민주공화당         | 1963년 12월 17일 - 1967년 6월 30일 | 옥천군·보은군 일원(제4선거구)        |          |
| 제7대        | 육인수(陸寅修) | 민주공화당         | 1967년 7월 1일 - 1971년 6월 30일   | 옥천군·보은군 일원(제4선거구)        |          |
| 제8대        | 육인수(陸寅修) | 민주공화당         | 1971년 7월 1일 - 1972년 10월 17일  | 옥천군·보은군 일원(제4선거구)        |          |
| 제9대        | 육인수(陸寅修) | 민주공화당         | 1973년 3월 12일 - 1979년 3월 11일  | 보은군·옥천군·영동군 일원(제3선거구) |          |
| 제9대        | 이용희(李龍熙) | 무소속             | 1973년 3월 12일 - 1979년 3월 11일  | 보은군·옥천군·영동군 일원(제3선거구) |          |
| 제10대       | 육인수(陸寅修) | 민주공화당         | 1979년 3월 12일 - 1980년 10월 27일 | 보은군·옥천군·영동군 일원(제3선거구) |          |
| 제10대       | 이용희(李龍熙) | 신민당             | 1979년 3월 12일 - 1980년 10월 27일 | 보은군·옥천군·영동군 일원(제3선거구) |          |
| 제11대       | 박유재(朴有載) | 민주정의당         | 1981년 4월 11일 - 1985년 4월 10일  | 보은군·옥천군·영동군 일원(제3선거구) |          |
| 제11대       | 이동진(李東鎭) | 한국국민당         | 1981년 4월 11일 - 1985년 4월 10일  | 보은군·옥천군·영동군 일원(제3선거구) |          |
| 제12대       | 박준병(朴俊炳) | 민주정의당         | 1985년 4월 11일 - 1988년 5월 29일  | 보은군·옥천군·영동군 일원(제3선거구) |          |
| 제12대       | 이용희(李龍熙) | 민주한국당         | 1985년 4월 11일 - 1988년 5월 29일  | 보은군·옥천군·영동군 일원(제3선거구) |          |
| 제13대       | 박준병(朴俊炳) | 민주정의당         | 1988년 5월 30일 - 1992년 5월 29일  | 보은군·옥천군·영동군 일원            |          |
| 제14대       | 박준병(朴俊炳) | 민주자유당         | 1992년 5월 30일 - 1996년 5월 29일  | 보은군·옥천군·영동군 일원            |          |
| 제15대       | 어준선(魚俊善) | 자유민주연합       | 1996년 5월 30일 - 2000년 5월 29일  | 보은군·옥천군·영동군 일원            |          |
| 제16대       | 심규철(沈揆喆) | 한나라당           | 2000년 5월 30일 - 2004년 5월 29일  | 보은군·옥천군·영동군 일원            |          |
| 제17대       | 이용희(李龍熙) | 열린우리당         | 2004년 5월 30일 - 2008년 5월 29일  | 보은군·옥천군·영동군 일원            |          |
| 제18대       | 이용희(李龍熙) | 자유선진당         | 2008년 5월 30일 - 2012년 5월 29일  | 보은군·옥천군·영동군 일원            |          |
| 제19대       | 박덕흠(朴德欽) | 새누리당           | 2012년 5월 30일 - 2016년 5월 29일  | 보은군·옥천군·영동군 일원            |          |
| 제20대       | 박덕흠(朴德欽) | 새누리당           | 2016년 5월 30일 ~ 2020년 5월 29일  | 보은군·옥천군·영동군·괴산군 일원     |          |
| 제21대       | 박덕흠(朴德欽) | 미래통합당         | 2020년 5월 30일 ~ 2024년 5월 29일  | 보은군·옥천군·영동군·괴산군 일원     |          |
| 제22대       | 박덕흠(朴德欽) | 국민의힘           | 2024년 5월 30일 ~                  | 보은군·옥천군·영동군·괴산군 일원     |          |

## 같이 보기
- 보은군의 국회의원
- 영동군의 국회의원
- 괴산군의 국회의원
- 보은군·옥천군·영동군 (1988년 선거구)
- 보은군·옥천군·영동군·괴산군